# Jingyang (Xianyang)
Jingyang (泾阳县,  Jīngyáng Xiàn) ist ein Kreis der bezirksfreien Stadt Xianyang der Provinz Shaanxi in der Volksrepublik China. Die Fläche beträgt 569,8 Quadratkilometer und die Einwohnerzahl 241.675 (Stand: Zensus 2020). 1999 zählte Jingyang 481.544 Einwohner, 2019 nur noch 315.770 Einwohner.
Im Stadtbezirk befinden sich die Steininschriften und -skulpturen des Medizinkönig-Berges, der Konfuzianische Tempel im Yao-Kreis, die Qin- und Han-zeitliche Stätte des Duiyu-Palastes, die Song-zeitliche Yanchang-Pagode, und das ehemalige Revolutionäre Hauptquartier an der Shaanxi-Gansu-Grenze in Zhaojin von 1932, die auf der Liste der Denkmäler der Volksrepublik China stehen.
Im Kreisgebiet befinden sich der Zheng-Guo-Kanal (郑国渠首遗址, Zhèngguóqú shǒu yízhǐ), die Chongwen-Pagode von Jingyang (泾阳崇文塔, Jīngyáng chóngwén tǎ) und die Ehemalige Revolutionäre Jugendschule in Wubu aus der Zeit von 1936 bis 1940 (安吴堡战时青年训练班革命旧址, Ān wúbǎo zhàn shí qīngnián xùnliàn bān gémìng jiùzhǐ), die auf der Liste der Denkmäler der Volksrepublik China stehen.